# Султанка зеленоспинна
Султанка зеленоспинна (Porphyrio madagascariensis) — вид журавлеподібних птахів родини пастушкових (Rallidae). Поширений в Африці.

## Поширення
Вид трапляється в Африці південніше Сахари, а також у Єгипті та на Мадагаскарі. Середовище існування включає різноманітні водно-болотні угіддя, на висоті до 2500 м.

## Опис
Птах завдовжки від 38 до 46 см, вага самця від 528 до 687 г, самиці — від 480 до 737 г. Це дуже великий пастушок з міцним трикутним червоним дзьобом, червоним роговим щитком на лобі, темно-рожевими ногами та довгими тонкими пальцями. Статі не відрізняються.

## Спосіб життя
Птах всеїдний і харчується в основному паростками, квітами, листям, бульбами та насінням водних і болотних рослин, але також іноді безхребетними, молюсками, комахами та їхніми личинками, ікрою риб, жабами та дрібними птахами, переважно прихованими вздовж узбережжя, на мілководді і серед плавучої рослинності. Годування зазвичай відбувається рано вранці і пізно ввечері, іноді вночі. Сезон розмноження припадає на сезон дощів. Птах живе моногамно. Гніздо будують обидва птахи-партнери в густій рослинності; кладка складається з 2-6 яєць, які відкладаються одне за одним щодня і висиджують обидва батьки протягом 23-25 днів.